# Mustafaağalı
Mustafaağalı è un comune dell'Azerbaigian situato nel distretto di Bərdə. Conta una popolazione di 2 581 abitanti.